# Le Cheix

Le Cheix este o comună în departamentul Puy-de-Dôme, Franța. În 1 ianuarie 2022 avea o populație de 689 de locuitori.